# Roy DeCarava
Roy Rudolph DeCarava (New York, 9 dicembre 1919 – New York, 27 ottobre 2009) è stato un fotografo statunitense, famoso per la sua carriera nella fotografia d'arte. Nel 1952 fu il primo fotografo afroamericano a ricevere una Guggenheim Fellowship.

## Biografia
Roy DeCarava nasce ad Harlem, quartiere di Manhattan (NY), il 9 dicembre 1919. Figlio unico, cresce solo con la madre dalla quale apprende una forte etica del lavoro. Frequenta le scuole pubbliche della città.
Si diploma alla Textile High School di New York nel 1938 e inizia a lavorare autonomamente come artista. Vince una borsa di studio per la School of Art alla Cooper Union (1938-1940), dove studia pittura, scultura e architettura. Dal 1940 al 1942 frequenta l'Harlem Community Art Center, dove entra in contatto con artisti come Romare Bearden e Jacob Lawrence e il poeta Langston Hughes.
Nel 1942 si arruola nell'esercito e viene inviato prima in Virginia e poi di stanza a Fort Claiborne, in Louisiana 
Nel 1944 si iscrive alla George Washington Carver Art School, dove inizia a sperimentare la stampa e studia con il realista Charles White. In particolare, in questi anni realizza stampe per la Works Progress Administration e usa la fotografia come mezzo per memorizzare le immagini che avrebbe usato per i suoi dipinti e le sue stampe. Solo alla fine degli anni quaranta scatta una serie di fotografie che ritraggono la vita quotidiana di Harlem, con l'obiettivo di rappresentare in modo penetrante e creativo "ciò che solo un fotografo nero può interpretare" .
Edward Steichen, allora curatore della fotografia per il Museum of Modern Art di New York, visita la prima mostra personale di DeCarava, nel 1950 alla Forty-Fourth Street Gallery a New York, e acquista diverse fotografie per la storica mostra del MoMA del 1955, The Family of Man. 
Nel 1952 DeCarava vince la Guggenheim Fellowship. Questo riconoscimento lo spinge a fondare, a proprie spese, nel suo appartamento sulla West 84th Street a Manhattan, A Photographer's Gallery (marzo 1955-1957), una galleria interamente dedicata all'esposizione di opere di artisti emergenti. DeCarava credeva che tutti gli artisti meritino di poter mostrare la loro arte a un pubblico quanto  più vasto possibile. 
Nel 1963 co-fonda e diviene il primo direttore del Kamoinge Workshop, un collettivo fotografico che sosteneva il lavoro dei fotografi afroamericani. Nel 1972 DeCarava riceve il Benin Creative Photography Award per il suo contributo alla comunità afroamericana come fotografo. Nel frattempo inizia il suo lavoro come insegnante alla School of Art della Cooper Union.
Nel 1970 sposa Sherry Turner con la quale ha tre figli: Laura, Susan e Wendy. 
Nel 2006 gli viene conferita la National Medal of Arts dal National Endowment for the Arts, il più alto riconoscimento dato agli artisti dal governo, assegnatagli  dall'allora Presidente degli Stati Uniti d'America George W. Bush.
Il 27 ottobre 2009 Roy DeCarava muore all'età di 89 anni.

## Mostre e pubblicazioni
Durante la sua carriera Roy DeCarava è stato oggetto di oltre 25 mostre personali e ha partecipato a decine di mostre collettive in tutto il mondo.  Il suo lavoro è apparso anche in diverse copertine di album discografici, inclusi quelli di artisti come Miles Davis e Mahalia Jackson.
La sua opera più importante è Roy DeCarava: una retrospettiva, una raccolta di oltre duecento foto scattate dalla fine degli anni quaranta ai primi anni novanta. Un'altra opera importante è The Sound I Saw: pubblicata nel 2001, consiste in un volume di 204 fotografie che variano da ritratti di musicisti jazz, come Louis Armstrong e Billie Holiday, a scene della vita quotidiana, accompagnate da poesie scritte da DeCarava.

## Riconoscimenti
Tra gli altri riconoscimenti professionali:
- Century Award in Photography del San Diego Museum of Photographic Arts
- Gold Medal for Lifetime Achievement del National Arts Club
- Master of Photography Award dell'International Center of Photography

## The Sweet Flypaper of Life
Roy DeCarava e Langston Hughes hanno pubblicato nel 1955 The Sweet Flypaper of Life, un'opera che comprende 141 fotografie in gelatina d'argento di DeCarava accompagnate da una narrazione fittizia che riflette la vita del quartiere di Harlem. La narrazione è un monologo di suor Mary Bradley, un'anziana donna di colore che racconta i luoghi e i suoni di Harlem visti attraverso i suoi occhi. Il suo sguardo si sposta dalla vita personale - la sua famiglia, i suoi vicini, suo nipote ribelle, Rodney, le sue amiche - verso le persone del quartiere, i bambini, le strade, gli appartamenti che scompaiono e i progetti di case in costruzione.
Il libro è considerato un classico della letteratura visiva fotografica; è stato ripubblicato nel 1984 dalla Howard University Press.

## Mostre
- 1950 - One man photography - Forty-Fourth Street Gallery, New York City
- 1951 - Mostra di un uomo - Countee Cullen Branch Library, New York City
- 1953 - Always the Young Stranger - Museum of Modern Art, New York City
- 1955 - Family of Man - Museum of Modern Art, New York City
- 1957 - 70 Photographers Look at New York - Museum of Modern Art, New York City
- 1960 - New Acquisitions - Museum of Modern Art, New York City
- 1964 - The Photographer's Eye - Museum of Modern Art, New York City
- 1965 - Edward Steichen Center / Fine Art Photographs - Museum of Modern Art, New York City
- 1965 - Photography in the Fine Arts # 1 - Museum of Modern Art, New York City
- 1969 - Thru Black Eyes - Studio Museum, Harlem
- 1970- Roy DeCarava / Photographs - Sheldon Memorial Art Center, Università del Nebraska
- 1974 - Fotografia in America - Whitney Museum of American Art, New York City
- 1976 - La capitale nazionale delle fotografie - Corcoran Gallery of Art, Washington

## Collezioni
Le opere di DeCarava sono conservate in diverse sedi:
- Metropolitan Museum of Art, New York
- Museum of Modern Art, New York
- Art Institute of Chicago
- Sheldon Memorial Art Gallery, Università del Nebraska-Lincoln
- Andover Art Gallery, Phillips Academy, Andover (Massachusetts)
- Università di Atlanta, Georgia (Stati Uniti d'America)
- Joseph E. Seagram & Sons, Inc., New York
- Belafonte Enterprises, Inc., New York
- Detroit Institute of Arts
- Portland Art Museum
- Museum of Modern Art (San Francisco)
- Houston Museum of Fine Arts
- Philadelphia Museum of Art
- Museum of Fine Arts (Boston)
- Harvard Art Museums
- Cantor Arts Center, Università di Stanford